# Atu'u
Atu'u è un villaggio delle Samoa Americane appartenente alla contea di Ma'Oputasi del Distretto orientale. Atu'u è sull'Isola di Tutuila, nelle Samoa Americane. È costruito sul litorale di Pago Pago, ovvero la capitale delle Samoa Americane.